# (1650) Heckmann
(1650) Heckmann – planetoida z pasa głównego asteroid okrążająca Słońce w ciągu 3 lat i 293 dni w średniej odległości 2,44 au. Została odkryta 11 października 1937 roku w Landessternwarte Heidelberg-Königstuhl w Heidelbergu przez Karla Reinmutha. Nazwa planetoidy pochodzi od Otto Heckmanna (1901-1983), niemieckiego astronoma. Przed nadaniem nazwy planetoida nosiła oznaczenie tymczasowe (1650) 1937 TG.